# Hidróxido de estroncio
El Hidróxido de estroncio, Sr(OH)2, es un álcali cáustico compuesto de un ion estroncio y dos iones hidroxilo. Se obtiene a partir de una sal de estroncio y una base fuerte. El hidróxido de estroncio puede presentarse en forma anhidra, monohidratada u octahidratada.

## Preparación
Como el hidróxido de estroncio es muy poco soluble en agua, su preparación puede llevarse a cabo agregando una base fuerte como el NaOH o el KOH a una solución de cualquier sal de estroncio, usualmente el nitrato de estroncio, Sr(NO3)2.
2KOH + Sr(NO3)2 -----> 2KNO3 + Sr(OH)2
El Sr(OH)2 precipitará como un polvo blanco. La solución se filtra, se lava el Sr(OH)2 con agua fría y posteriormente se seca.

## Aplicaciones
Se usa en el refinado del azúcar de remolacha y como estabilizador en el plástico. Absorbe el dióxido de carbono del aire formando carbonato de estroncio (SrCO3)

## Precauciones
Este compuesto es un severo irritante de la piel, los ojos y el sistema respiratorio. Si se ingiere es malo para la salud.